# سعود الخاطر
سعود الخاطر (انگلیسی: Saoud Al Khater؛ زادهٔ ۹ آوریل ۱۹۹۱) یک بازیکن فوتبال اهل قطر است.